# مكراندة صغيرة
المكراندة الصغيرة (الاسم العلمي:Micrandra minor) هي نوع من النباتات تتبع جنس المكراندة من الفصيلة الفربيونية.